# Gstarcad Mechanical
Gstarcad Mechanical je CAD program proizvođača Gstarsoft koji pokriva sva područja mehaničkog dizajna. GstarCAD Mechanical služi proizvođačima širokog spektra proizvodnih djelatnosti: 
- automobilska industrija
- proizvodnja elektroničkih aparata
- brodogradnja
- zrakoplovstvo

i ostale srodne djelatnosti
GstarCAD Mechanical ima ugrađene standarde poput ISO, DIN, ANSI, JIS, GB itd, te uključuje sve funkcionalnosti GstarCAD-a, kao i profesionalne alate koji pomažu u ubrzavanju mehaničkih dizajnerskih radova. Potpuno je kompatibilan s ACM-om.
GstarCAD 2018 podržava zadnji DWG 2018 format

## GstarCAD Mechanical verzije
1. Gstarcad Mechanical 2020[neaktivna poveznica]
2. Gstarcad Mechanical 2019  Arhivirana inačica izvorne stranice od 22. travnja 2021. (Wayback Machine)
3. Gstarcad Mechanical 2019
4. Gstarcad Mechanical mrežna verzija
5. Gstarcad Mechanical 2018
6. Gstarcad Mechanical 2017
7. Gstarcad Mechanical 2016